# Родники (Никольский район)
 Родники  — поселок Никольского района Пензенской области. Входит в состав Маисского сельсовета.

## География
Находится в северо-восточной части Пензенской области на расстоянии приблизительно 7 км на север-северо-запад по прямой от районного центра города Никольск.

## История
Основан между 1926 и 1930 годами. В 1955 году работал колхоз имени Сталина. В 2004 году оставались 3 хозяйства.

## Население
Численность населения: 114 человек (1930), 70 (1939), 42 (1959), 16 (1979), 10 (1989), 11 (1996). Население составляло 9 человек (русские 100 %) в 2002 году, 2 в 2010.